# ジョン・スタンヤン・ビッグ
ジョン・スタンヤン・ビッグ（英語: John Stanyan Bigg、1828年7月14日 – 1865年5月19日）は、イギリスの詩人、ジャーナリスト。痙攣派に属する。

## 生涯
生地屋のジョン・ゴレル・ビッグ（John Gorell Bigg、1795年洗礼 – 1868年）とアン・マウント（Ann Mount、1803年洗礼 – 1855年）の息子として、1828年7月14日にアルヴァーストンで生まれ、同地のタウン・バンク・グラマースクールで教育を受けた。『千夜一夜物語』を読んで文学に興味を持ち、同書の内容をたびたび友人に朗読したほか、イギリスの詩人の著作にも興味を持った。13歳のときにウォリックシャーのボーディングスクールに進学した。3年後に卒業すると、はじめ父の仕事を手伝ったが、直後にペニー・ブリッジに転居、そこで多くの詩作を著した。
アルヴァーストンに戻った後、1848年に最初の作品The Sea King（6編構成の韻文詩で、ロマン主義の作品）を出版した。英国人名事典によると、この作品はシャロン・ターナーの『アングロ・サクソン人の歴史』を研究した成果とされ、フリードリヒ・フーケの『ウンディーネ』と類似するコンセプトであるが、ビッグ自身はThe Sea Kingを著する時点で『ウンディーネ』を読んだことがなかったと述べている。いずれにせよ、The Sea Kingはジェームズ・モントゴメリや初代準男爵サー・エドワード・ブルワー＝リットンなど同時代の文人に注目された。
The Sea Kingの後、ビッグは『アルヴァーストン・アドヴァタイザー』（Ulverston Advertiser）の編集者を数年間務め、続いて1854年にアイルランドに向かい、『ダウンシャー・プロテスタント』誌（Downshire Protestant）の編集者を数年間を務めた。同1854年にNight and the Soulという詩作を著した。この詩作はまず『クリティック』誌で発表され、続いてアメリカでも出版されたが、同作によりビッグは痙攣派に属すると分類されるようになった。同作は評論家ジョージ・ギルフィランに称えられ、ビッグは将来有望とされたが、数か月後にウィリアム・エドマンドストン・エイトンが痙攣派を風刺する『フィルミリアン』（Firmilian、悲劇）を発表すると、ビッグの名声は地に落ち、ギルフィランも文学評論家としての影響力を失った。
1856年6月30日にローズ・アン・ハート・プリダム（Rose Anne Hart Pridham、1830年洗礼 – 1909年）と結婚、3男をもうけた。1859年にロバート・バーンズ（1759年 – 1796年）誕生100年記念が祝われたとき、クリスタル・パレス賞（Crystal Palace prize）に向けて自作の頌歌を提出、審査員が選出する6作品のうちの1作に含まれるという結果になった。
1860年にアイルランドを離れて故郷アルヴァーストンに戻り、以降死去するまで『アルヴァーストン・アドヴァタイザー』の編集者を務めた。同年に小説『アルフレッド・ストーントン』（Alfred Staunton、1巻）を出版し、『アルフレッド・ストーントン』は好評を博した。1862年に詩集Shifting Scenes, and other Poemsを出版したが、評論家から興味を持たれず、ジェームズ・ハンネイが1866年に「痙攣派は流派としてはもはや存在しない」と評するに至った。ほかにも『クォータリー・レビュー』、『エクレティック・レビュー』、『ダブリン大学マガジン』など多くの文学誌に寄稿した。
1865年5月19日にアルヴァーストンで死去した。